# Plectranthias inermis
Plectranthias inermis är en fiskart som beskrevs av Randall, 1980. Plectranthias inermis ingår i släktet Plectranthias och familjen havsabborrfiskar. Inga underarter finns listade i Catalogue of Life.